# Abbazia di Prüll
L'abbazia di Prüll  è un'antica abbazia tedesca che si trova in Baviera nella città di Ratisbona.

## Storia

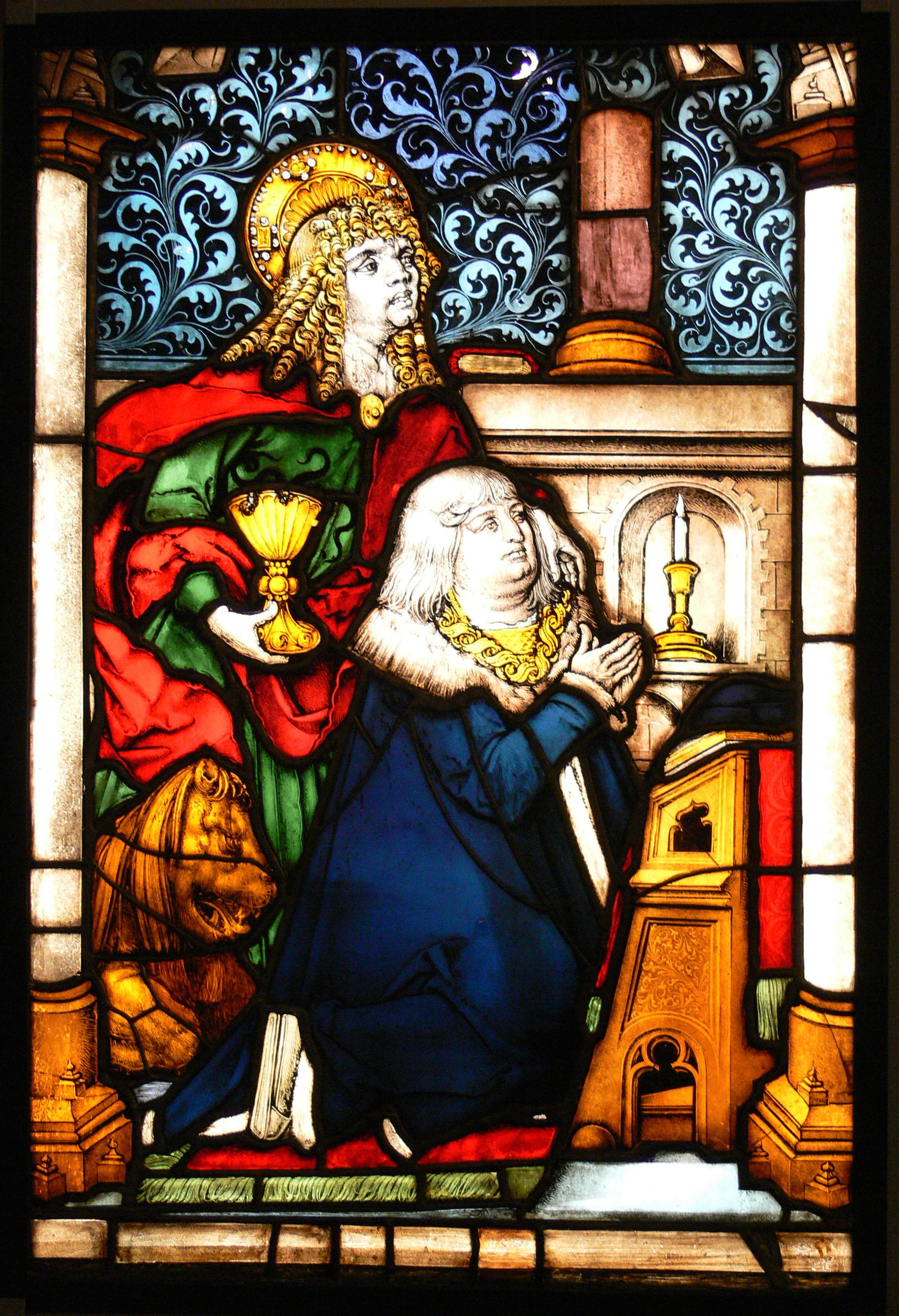
Vetrata dell'abbazia che mostra il duca Alberto IV di Baviera e san Giovanni. Oggi presso il Museo nazionale bavarese.

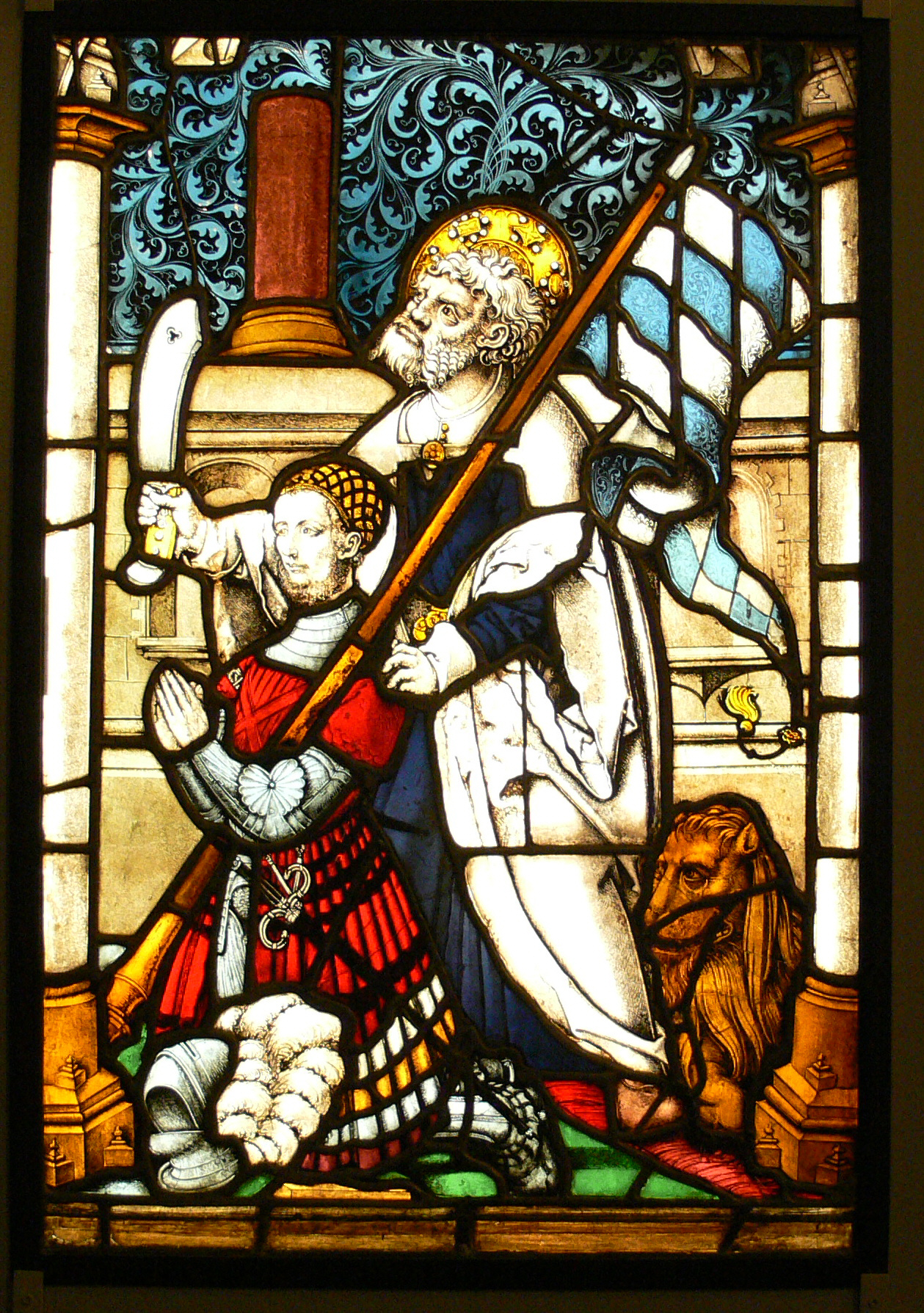
Vetrata dell'abbazia con il duca Guglielmo IV di Baviera e san Bartolomeo. Oggi presso il Museo nazionale bavarese

L'abbazia, dedicata a San Vito, fu fondata nel 997 dal vescovo Gebhard I di Ratisbona e da suo fratello Rapoto come abbazia benedettina. Il nome viene dalla parola Prüll, che significava "terreno paludoso".
L'abbazia era un monastero doppio, ove vivevano sia monaci che monache, ma in conventi strettamente separati che formavano complessivamente l'abbazia. Dopo che dal 1130 l'abbazia cominciò ad essere visitata da numerosi pellegrini, i membri dell'ordine costruirono un ostello per poveri ed uno Xenodochio. Dopo che l'abbazia andò a poco a poco in rovina, il duca di Baviera Alberto IV decise di affidarla ai certosini e il cambio di Ordine religioso fu completato nel 1484. I membri dell'Ordine suddivisero il convento in locali singoli, separati da un muro alto fino a tre metri, ove ogni monaco aveva un proprio giardino. I monaci si trovavano insieme solo nelle ore della preghiera. Con l'occupazione di Ratisbona da parte delle truppe svedesi i monaci dovettero sgomberare l'abbazia, abbandonandola per circa un anno, per poi ritornarvi. Gli svedesi comunque la saccheggiarono. Il generale del Sacro Romano Impero Johann von Aldringen fu qui sepolto. Nel 1803 la comunità monastica fu sciolta con la secolarizzazione bavarese. Nel 1809 Napoleone Bonaparte, ferito, soggiornò nei locali dell'abbazia. Nel 1835 il distretto dell'Oberpfalz acquistò l'edificio abbaziale. Nel 1852 in questo fu inserito il Manicomio Reale.
 Oggi l'edificio ospita l'Ospedale Distrettuale di Ratisbona, con un piccolo museo sulla storia dell'abbazia.

## Chiesa abbaziale di San Vito
Verso il 1100 al posto del precedente edificio ottoniano fu eretta una chiesa a sala in stile romanico, la prima del genere in Baviera.
La chiesa è formata da tre navate uguali. Una coppia di torri sottili ottagonali fu eretta successivamente nel 1451. Nella parte nord della chiesa si trova il transetto.
L'interno è in stile rinascimentale. Le pareti nello spazio dell'altare e del coro sono decorate con pitture ad olio. Nel matroneo, raggiungibile con una scala, si trova un affresco romanico del 1200. Esso rappresenta scene dell'Annunciazione, ove nelle figure di santi erano attaccate pietre preziose.
A lato della chiesa si trova un'enorme esposizione  nella quale, fra l'altro, sulle vetrate è rappresentata la storia dell'Ordine. Inoltre vengono mostrati reperti archeologici di opere artigianali e resti di una stufa in ceramica.

## Profanazione dell'ex chiesa di San Vito
La parrocchiale di San Vito, a seguito della secolarizzazione del XIX secolo, fu profanata e trasformata in un edificio abitativo, che si presenta come una costruzione di tre piani con tetto a padiglione. Della precedente storia di questo edificio, sito al n. 16 di Ludwig-Thoma-Straße, è riconoscibile solo il coro a tre lati.

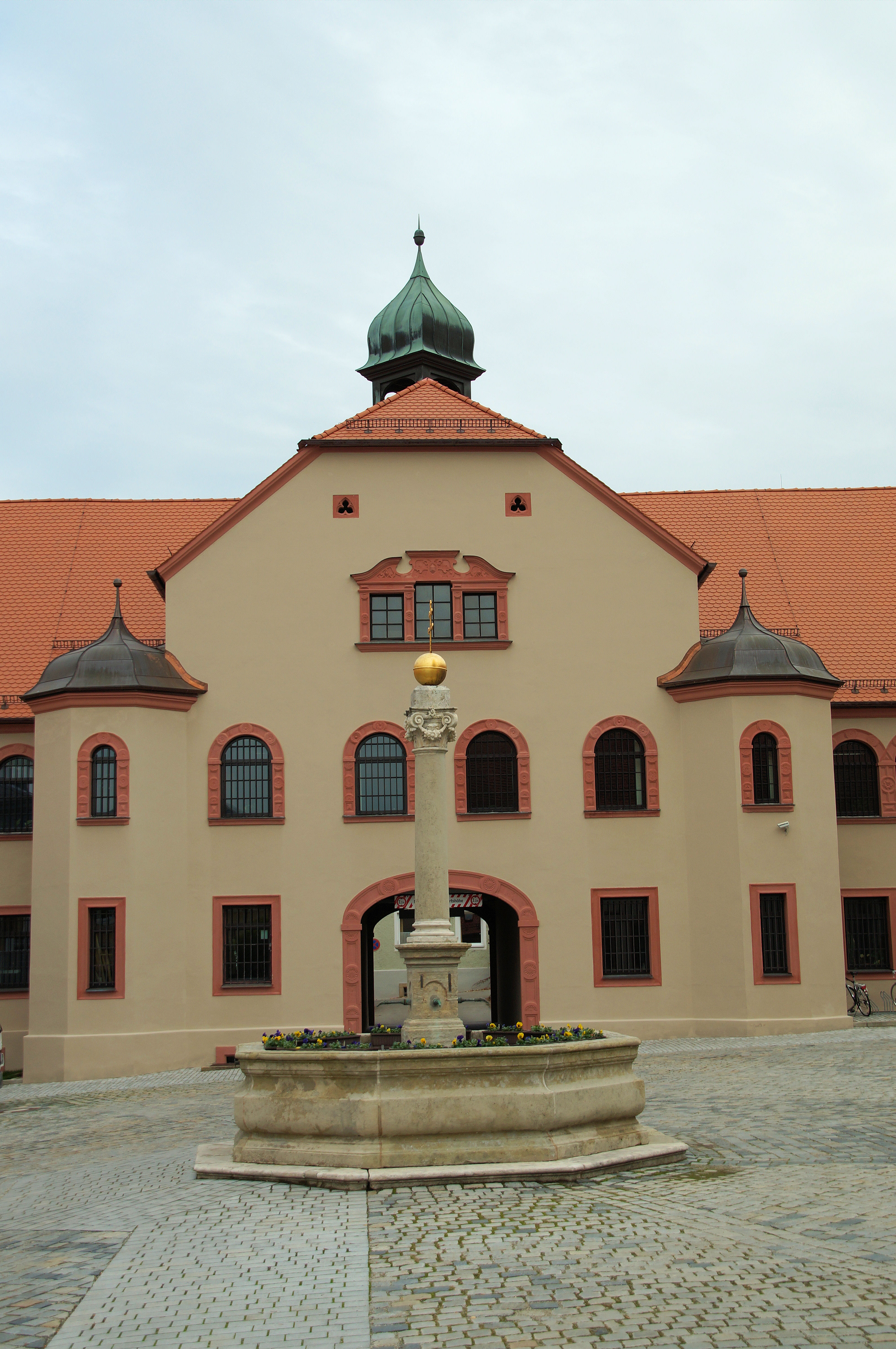
Corte con fontana
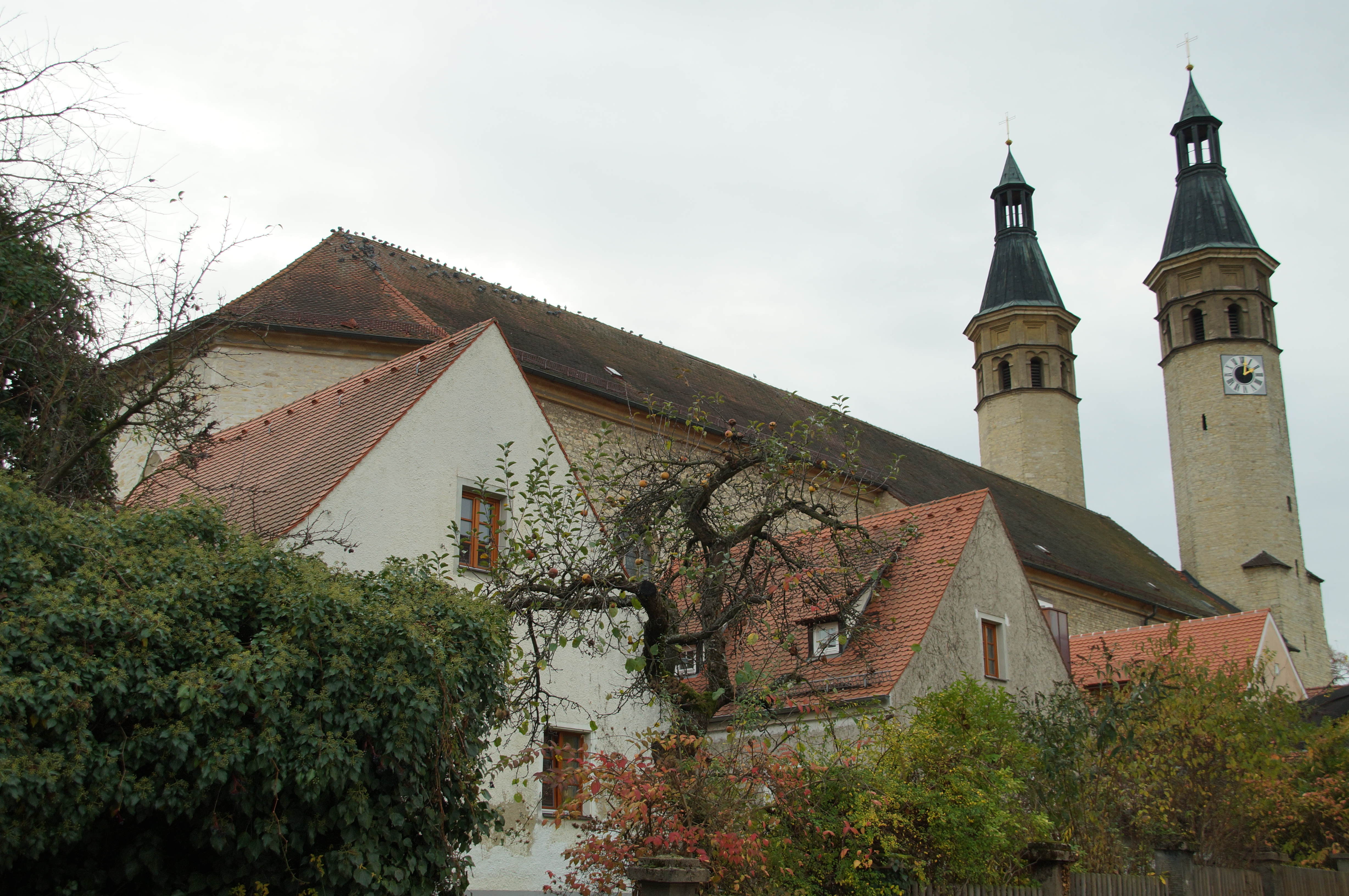
Chiesa abbaziale di san Vito con eremi
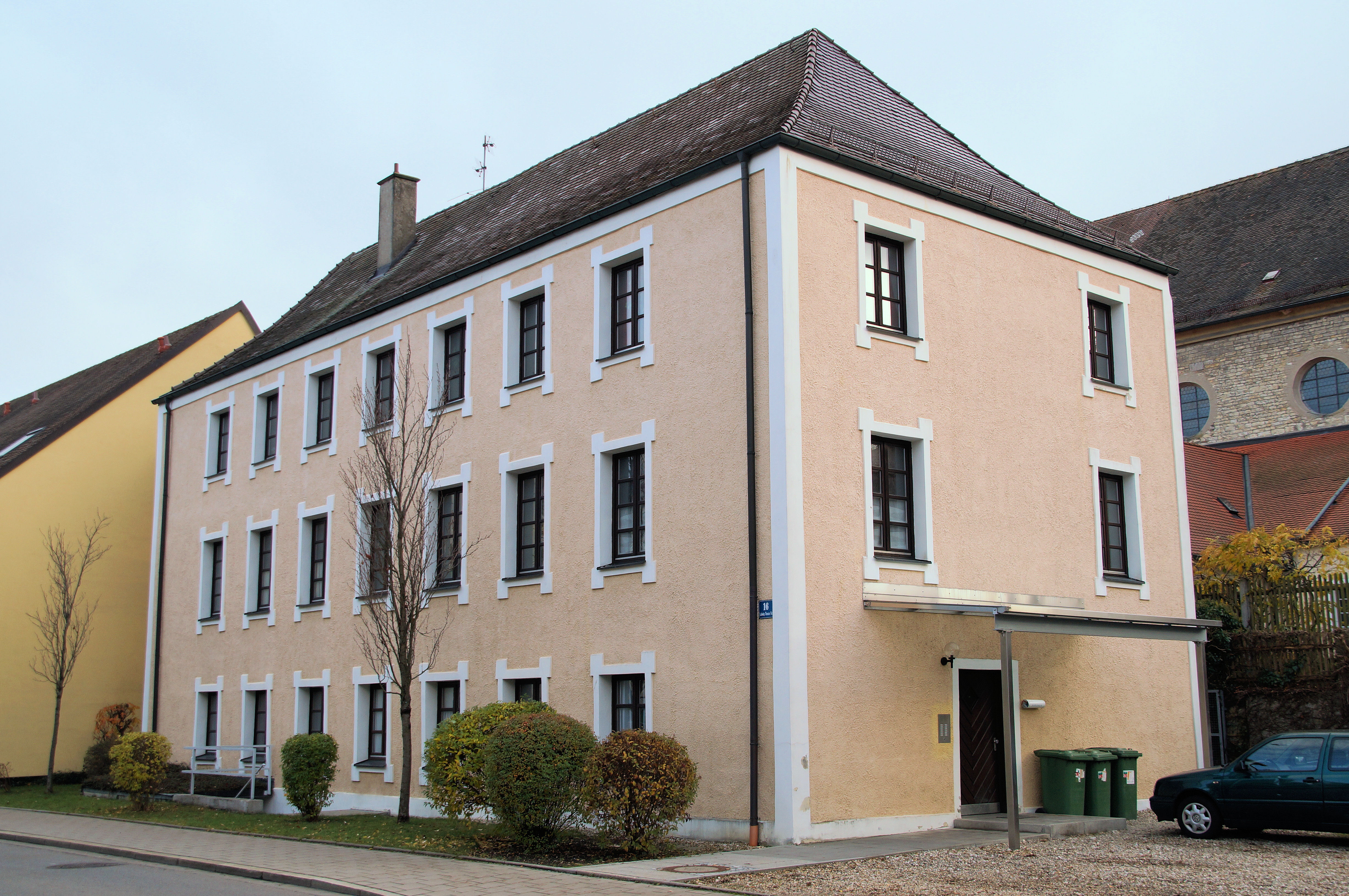
Ex chiesa parrocchiale di San Vito